# LGV Interconnexion Sud
Az LGV Interconnexion Sud egy új, nagysebességű vonatok számára fenntartott vasútvonalra vonatkozó projekt, amely az LGV Atlantique-ot az LGV Sud-Est, LGV Est és LGV Nord vonalakkal kötné össze az Île-de-France déli részén található LGV Interconnexion Est vonalán keresztül. A Réseau ferré de France (2015. január 1. óta SNCF Réseau) által vezetett projekt keretében TGV-állomások létesülnek az Ile-de-France régióban: az Párizs–Orly repülőtéren egy TGV-állomást terveznek. Egy második TGV-állomást terveznek Seine-et-Marne-ban (Sénart szektor). Ez a projekt a Grenelle-i Környezetvédelmi Kerekasztal, pontosabban a 2009. augusztus 3-i törvény, a Grenelle-hez kapcsolódó első törvény keretébe tartozik.
A rendszerösszekötő projektről 2010 decembere és 2011 júliusa között nyilvános vita zajlott.